# Geiselnahme von Beslan
Bei der Geiselnahme von Beslan im September 2004 brachten nordkaukasische Terroristen der Einheit Rijadus-Salichin mehr als 1100 Kinder und Erwachsene in einer Schule in der nordossetischen Stadt Beslan in ihre Gewalt. Die Geiselnahme begann am 1. September 2004 und endete nach drei Tagen mit der Erstürmung des Gebäudes durch russische Einsatzkräfte, bei der nach offiziellen Angaben 331 Geiseln starben.

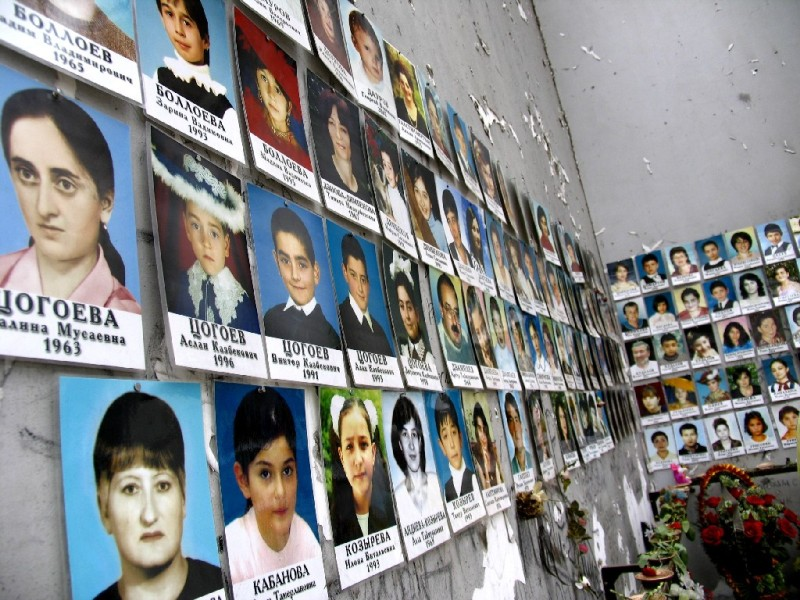
Gedenktafel für die Opfer

## Verlauf

### Erster Tag
Im mehrheitlich von orthodoxen Christen bewohnten Beslan stürmte am Mittwoch, 1. September 2004, um 9:30 Uhr Ortszeit ein Terrorkommando von mindestens 32 Geiselnehmern die Mittelschule Nr. 1, in der Schüler im Alter von sieben bis 18 Jahren unterrichtet wurden. Unbestätigten Berichten zufolge hielten sich zu diesem Zeitpunkt ungefähr 1500 Lehrer, Eltern und Schüler dort auf, die zur Feier des Schulbeginns zusammengekommen waren. Der 1. September ist in ganz Russland Schulbeginn, an dem die Erstklässler in Anwesenheit der Eltern und zukünftigen Mitschüler feierlich begrüßt werden.
Die Angreifer waren teilweise maskiert und schwer bewaffnet, einige waren mit Sprengstoffgürteln für Selbstmordattentate ausgerüstet, darunter auch zwei (offizielle Version) oder vier (laut Zeugenaussagen) Frauen (sogenannte Schwarze Witwen). Nach einem Schusswechsel mit der Polizei besetzten die Angreifer das Schulgebäude und nahmen 1127 Schüler, Lehrer und Eltern in ihre Gewalt. Mindestens fünf Menschen sollen beim ersten Angriff ums Leben gekommen sein; aus dem Schulgebäude drangen wiederholt Schüsse.
Die Angreifer sperrten die Geiseln in eine Turnhalle und verminten sämtliche Eingänge und Räume in der Schule. Um eine Erstürmung des Gebäudes zu verhindern, drohten sie mit der Tötung von fünfzig Geiseln für jeden von der Polizei getöteten Entführer sowie von zwanzig Geiseln für jeden verletzten. Etwa fünfzig Menschen gelang im anfänglichen Durcheinander die Flucht ins Freie.
Die Schule wurde von russischer Polizei, Armee und OMON-Spezialeinheiten umstellt, die auf das Eintreffen der FSB-Sondereinheiten ALFA und Wympel warteten; das Gelände wurde allerdings nicht sachgemäß abgeriegelt, so dass viele Anwohner von Beslan Zugang zum Schulgebäude hatten. Die russische Regierung kündigte zunächst an, zum Schutz der Geiseln auf Gewalt zu verzichten und mit den Geiselnehmern zu verhandeln. Es kam jedoch nur zu einer Unterredung mit dem Ex-Präsidenten von Inguschetien (Ruslan Auschew). Ihm gelang es, Kleinkinder im Babyalter zu befreien.
Die Geiselnehmer stellten offenbar folgende Forderungen:
- Freilassung von gefangenen tschetschenischen Terroristen aus den inguschetischen Gefängnissen
- Rückzug aller russischen Truppen aus Tschetschenien
- Rücktritt Putins

Die Geiselnehmer lehnten die Lieferung von Nahrungsmitteln und Wasser ab, obwohl sich unter den Geiseln Kleinkinder befanden. Der Durst der Gefangenen und die Hitze waren so stark, dass diese teilweise ihren Urin tranken und sich bis auf die Unterwäsche auszogen. Der Schulleiter, der an Diabetes litt, starb, weil ihm die nötige Versorgung mit Insulin verweigert wurde.
Auf Antrag Russlands fand am Abend des 1. September eine Sondersitzung des UNO-Sicherheitsrates statt, der die sofortige und unbedingte Freilassung aller Geiseln des Terrorüberfalls forderte; US-Präsident George W. Bush bot Russland „Unterstützung in jeder möglichen Form“ an.

### Zweiter Tag
Dem ehemaligen Präsidenten der benachbarten Republik Inguschetien, Ruslan Auschew, gelang es, in Verhandlungen die Freilassung von sechsundzwanzig Müttern und Babys zu erreichen.
Am 2. September waren um 15:30 Uhr – 30 Stunden nach dem Überfall – zwei schwere Explosionen im Schulbereich zu hören, dunkler Rauch war zu sehen. Die Ursache der Explosionen war zunächst unklar. Nach Angaben eines Korrespondenten der russischen Fernsehstation NTW klang es wie ein Granatwerfer, der möglicherweise von der Schule aus auf die blockierenden Truppen abgefeuert worden war.

### Dritter Tag
Am 3. September einigten sich die Geiselnehmer und die russischen Einheiten auf den Abtransport von Leichen. Während des Abtransports kam es auf ungeklärte Weise zu einer starken Explosion. Als eine Gruppe von Geiseln die Flucht aus dem Gebäude ergriff, begannen die Terroristen auf sie zu schießen, so die offizielle Version des Geschehens; es wurden jedoch der Öffentlichkeit nur entstellte Leichen präsentiert, was auf ein Abstürzen des Daches im Sportsaal deuten könnte. Die Lage wurde unüberschaubar, und ab etwa 12:30 Uhr Ortszeit entwickelten sich stundenlange Feuergefechte, in deren Verlauf russische ALFA- und Wympel-Einheiten das Schulgebäude stürmten. Russische Militärs gaben Panzerschüsse auf das Schulgebäude ab, doch erst nach mehreren Stunden konnten sie es vollständig unter ihre Kontrolle bringen. Wie später bekannt wurde, waren sich die Sondereinheiten nicht einig, wer die oberste Befehlsgewalt bei der angeblich spontanen Erstürmung innehaben sollte.
Im Verlauf der Kämpfe stürzte die Decke im Sportsaal der Schule ein, was vielen Menschen das Leben kostete. Offiziellen Angaben zufolge wurde die Decke von den Terroristen gesprengt, anderen Angaben zufolge wurde der Einsturz durch unangemessenen Einsatz militärischer Mittel von den russischen Einheiten herbeigeführt. So wurde die Schule von T-72-Kampfpanzern mit 125-mm-Kanonen sowie von BTR-80-Schützenpanzerwagen mit 14,5-mm-Wladimirow-KPW-Maschinengewehren beschossen.

### Bilanz
Während der offenbar planlosen Erstürmung wurden nach offiziellen Angaben 704 Menschen verletzt, darunter mehr als 200 Kinder, und 331 Menschen getötet. Allein im Leichenschauhaus von Wladikawkas wurden jedoch 394 Tote gezählt.
27 Geiselnehmer wurden getötet, darunter zwei Frauen. Ein Geiselnehmer, der Tschetschene Nurpaschi Kulajew, wurde lebend festgenommen. Er war im Chaos der Befreiungsaktion durch mehrere Polizeiabsperrungen entkommen, bevor er von Passanten gestellt wurde. Nach Augenzeugenberichten soll mehreren Geiselnehmern die Flucht geglückt sein.

## Hintergrund

### Vorgeschichte
Das Vorgehen der Geiselnehmer ähnelt auffallend der Geiselnahme im Moskauer Dubrowka-Theater vom Oktober 2002, als militante Tschetschenen 700 Geiseln nahmen. Die Aktion fand eine Woche nach dem terroristischen Anschlag von Tschetschenen auf eine U-Bahn-Station in Moskau mit 10 Todesopfern und der Sprengung zweier Passagierflugzeuge durch Selbstmordattentäterinnen mit 89 Toten statt. Die russische Regierung schrieb die Anschläge abschließend nicht tschetschenischen Aufständischen zu, sondern sprach von „internationalem Terrorismus“.
Nach der Darstellung der tschetschenischen Seite wollte der russische Geheimdienst Terroristen in eine Falle in Nordossetien locken. Russische Militärs öffneten der militanten Gruppe zu diesem Zweck einen Korridor; die Geiselnehmer durchkreuzten jedoch die Pläne des Geheimdienstes, indem sie gut ausgerüstet für den Aufmarsch an einem anderen Ort, nämlich in Beslan, zuschlugen.
Die Geiselnehmer waren tschetschenische und inguschetische Terroristen. Sie waren aus Inguschetien eingereist. Sie waren gut ausgerüstet und hatten möglicherweise Helfer außerhalb der Schule. Sie hatten als Bauarbeiter getarnt bei der zuvor stattgefundenen Schulrenovierung bereits umfangreiche Waffenlager unter den Dielen einiger Schulräume angelegt. Beobachter verweisen hier auch auf Korruption bei örtlichen Amtsträgern, ohne die eine solche Aktion insgesamt kaum durchführbar gewesen wäre.

### Drahtzieher
Am 17. September 2004 wurde eine ausführliche Erklärung des radikalen Islamisten Schamil Bassajew bekannt, in der er sich zu der Geiselnahme von Beslan bekannte. Zugleich übernahm er Verantwortung für den Bombenanschlag eines Selbstmordattentäters in einer Moskauer Metro-Station im Februar 2004 und einen weiteren Bombenanschlag in Moskau sowie für die Anschläge auf zwei Flugzeuge in Russland am 24. August 2004. Die Verantwortung für den blutigen Ausgang in Beslan schob Bassajew dem russischen Präsidenten Putin zu, der sich von Anfang an für die Erstürmung der Schule entschieden habe. Er unterzeichnete die Erklärung, die auf Websites tschetschenischer Rebellen veröffentlicht wurde, mit seinem Kampfnamen Abdallah Schamil Bassajew.
Der festgenommene Geiselnehmer Nurpaschi Kulajew sagte im Fernsehen, dass der Anschlag auf den tschetschenischen Ex-Präsidenten Aslan Alijewitsch Maschadow und auf den Warlord Schamil Bassajew zurückgehe, auf deren Kopf eine Belohnung von 10 Millionen Dollar ausgesetzt war. Aslan Maschadow dementierte eine Beteiligung, Schamil Bassajew hingegen bekannte sich zu dem Terrorakt und drohte weitere Anschläge an.

### „Ausländische Spur“
Offizielle Stellen behaupteten, unter den Terroristen befänden sich mindestens zehn Araber. Der russischen Regierung wurde daraufhin vorgeworfen, damit Verbindungen der Tschetschenen zum internationalen Terrornetzwerk Al-Qaida herstellen zu wollen. Die Behauptung wurde später zurückgenommen.
Kreml-Kreise verwiesen auf einen „ausländischen Einfluss“ bei der groß angelegten Geiselnahme. Die russische Parlamentskommission zur Untersuchung der Geiselnahme sprach von „Beweisen für die Verwicklung eines ausländischen Geheimdienstes“, ohne einen solchen zu benennen. Auch in deutschen Medien war von einer „ausländischen Spur“ die Rede.

## Informationspolitik der Behörden
Während Lokalsender von 1200 Geiseln sprachen, nannte ein Sprecher des nordossetischen Präsidenten und des Geheimdienstes FSB zunächst die Zahl von 130 und später von 354 Geiseln. Erst nachdem am 2. September eine freigelassene Frau öffentlich von „über 1000 Geiseln“ gesprochen hatte, wurde diese Zahl etwas nach oben korrigiert; der amtierende Präsident von Nordossetien, Alexander Dschasochow, räumte ein, dass zunächst falsche Zahlen genannt worden seien. Noch Stunden nach der Erstürmung berichteten die russischen Fernsehstationen nicht, dass dabei Menschen ums Leben gekommen waren.
Nach Augenzeugenberichten soll mehreren Geiselnehmern die Flucht geglückt sein, was die russischen Medien und die zu diesem Zweck einberufene Kommission vehement verneinten. Nach offiziellen Angaben war der Tschetschene Nurpaschi Kulajew der einzige Geiselnehmer, der die Erstürmung überlebt hatte. Erst Ende 2006 gab die russische Seite zu, mindestens einen weiteren Terroristen, der die Geiselnahme von Beslan überlebt hatte, auf die Fahndungsliste gesetzt zu haben.
Kritiker des Einsatzes der Sondereinheiten des Innenministeriums sollen unter Druck der Regierung geraten sein: Raf Schakirow, der Chefredakteur der renommierten Tageszeitung Iswestija, wurde auf Wunsch eines Großaktionärs der Zeitung entlassen. Dies gemäß Mommsen/Nußberger aufgrund der Eigenart des russischen Systems kontrollierter Medien, wonach, falls zu einem Problem an oberster Stelle noch keine Positionierung erfolgte und deshalb keine Anleitung zum Umgang damit vorlag, Nachrichten einfach ausfielen. Genau dies war während der Geiselnahme von Beslan der Fall. Nach Aussagen von Andrey Kozenko sprechen die Verantwortlichen der Massenmedien ihre Inhalte mit dem Kreml ab. Alleine das Titelbild der Iswestija hätte die Entlassung des Chefredakteurs zur Folge gehabt aus Angst, das Narrativ des Kremls zu stören. Mehrere kleinere Aktionen vor Beslan waren von den staatlich kontrollierten Medien schlicht ignoriert worden; Simons äußerte die Theorie, Beslan wäre von den Geiselnehmern auch darum derart groß dimensioniert worden, damit die Medien zum Berichten gezwungen wären.
Die Journalistin Anna Politkowskaja verlor während des Flugs nach Beslan nach dem Trinken einer Tasse Tee ihr Bewusstsein. Es wurde weithin angenommen, dass sie vergiftet worden war, um zu verhindern, dass sie vor Ort berichtete.

## Folgen für die russische Politik
Im Gefolge der Geiselnahme kündigte Russlands Präsident Wladimir Putin eine Reihe von Umstrukturierungen an, die seiner Auffassung nach das Land stabilisieren und künftige terroristische Aktivitäten verhindern sollten. Zu diesem Zweck sollte vor allem die Macht des Kreml ausgeweitet werden, um die Einhaltung föderaler Gesetze sicherzustellen. Weiterhin solle die Zusammenarbeit der verschiedenen Sicherheitsorgane verbessert werden.
Die Gouverneure der Regionen und Republiken Russlands sollen in Zukunft vom Präsidenten vorgeschlagen werden; die Regionalparlamente sollen diese nur noch bestätigen oder ablehnen. Außerdem solle die Duma nur noch nach dem Verhältniswahlrecht gewählt werden (bei den Parlamentswahlen 2003 hätte die Regierungspartei Einiges Russland mit diesem Wahlsystem noch mehr Sitze erlangt). Entsprechende Gesetze wurden Ende 2004 verabschiedet; sie sollten laut Ankündigung Putins die Verfassung nicht verletzen.
Auch beschloss Putin neue Gesetze, die die Aktivität von Parteien und Nichtregierungsorganisationen weiter einschränkten.
Am 5. September 2004 trat der nord-ossetische Innenminister Kasbek Dsantijew zurück.
Im Zusammenhang mit der geplanten Einrichtung eines zentralen Antiterrordienstes sagte Putin später: „Terroristen müssen direkt in ihren Lagern vernichtet werden. Wenn es nötig ist, muss man sie auch im Ausland erwischen.“

## Aufarbeitung

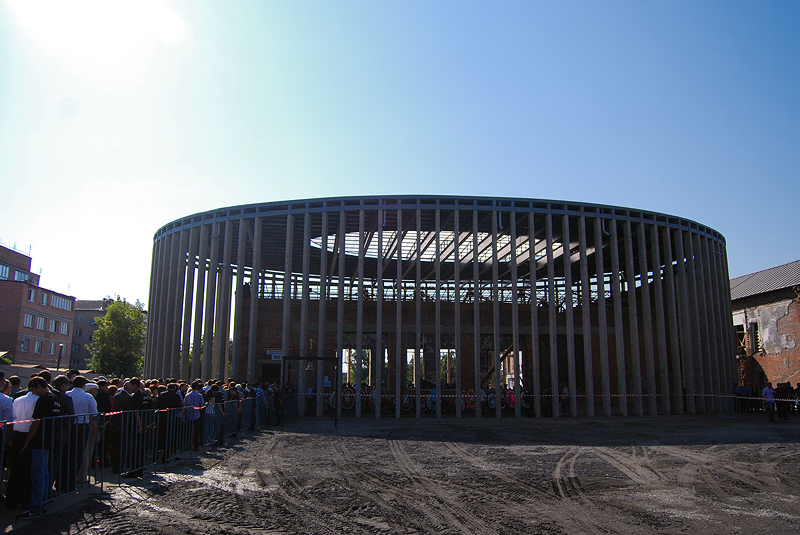
Die im Jahr 2012 eingeweihte Gedenkstätte für die Opfer des Geiseldramas

Am 22. Dezember 2006 legten die russischen Behörden einen vom Kreml und vom Inlandsgeheimdienst FSB redigierten Untersuchungsbericht vor. Demnach waren die Toten von Beslan Opfer von 32 zum Selbstmord entschlossenen Terroristen geworden. Diese hätten Verhandlungen verweigert und schließlich zwei Bomben gezündet.
Der überlebende Geiselnehmer Nurpaschi Kulajew wurde im Mai 2006 zu lebenslanger Haft verurteilt. Im Prozess gegen ihn kamen andere Darstellungen zutage. Nach Aussage mehrerer Überlebender hatten bis zu 80 Terroristen an der Geiselnahme teilgenommen. Diese hätten Unterhändler gefordert und im Gegenzug Geiseln freilassen wollen. Der vom FSB geführte Krisenstab habe jedoch die Forderung auf Befehl von Präsident Putin abgelehnt.
Im April 2017 verurteilte der Europäische Gerichtshof für Menschenrechte den russischen Staat auf Grundlage von 409 Klageanträgen über mangelhaftes Krisenmanagement und unverhältnismäßig hartes Vorgehen bei der Befreiungsaktion zu Geldstrafen. Demnach wurde der Kreml verpflichtet, den Überlebenden und Angehörigen von Opfern ein Schmerzensgeld zwischen 5000 und 30.000 Euro zu zahlen. Der Gerichtshof rügte auch mangelhafte Ermittlungen nach dem Geiseldrama. So seien die meisten Leichen nicht obduziert worden. Somit sei nicht klar, ob die Opfer durch Schüsse der Geiselnehmer oder der Streitkräfte getötet wurden. Der russische Regierungssprecher Dmitri Peskow kritisierte die Entscheidung des EGMR scharf und wies alle Anschuldigungen zurück.